# Гершонська сільська рада
Гершонська сільська рада — колишня адміністративна одиниця Берестейського району Берестейської області Білорусі. Центр — село Гершони.

## Історія
Гершонська сільська рада утворена 12 жовтня 1940 року. У 1954 році сільську раду приєднали до Пугачівської сільської ради, у склад сільради до Страдецької сільської ради передані села Заказанка та Прилуки. 8 вересня 1959 року з сільради скасованої Дурицької сільської ради прийнято село Страдеч.
27 листопада 2007 року центр сільської ради перенесено в село Страдеч. 21 грудня 2007 року рішенням Берестейської обласної ради зі складу сільської ради села були вилучені Аркадія, Бернади, Гершони, Котельня-Боярська, Митьки, які були включені до міської межі Берестя, сільська рада була перейменована у Страдецьку.
До складу Гершонської сільської ради входило 8 населених пунктів: Аркадія, Бернади, Гершони, Заказанка, Котельня-Боярська, Митьки, Прилуки та Страдеч.

## Пам'ятки
У 1996 році з благословення патріарха Алексія ІІ на території сільської ради було відкрито монастир. Монастир було відкрито в селі Аркадія на місці загибелі письменника-публіциста XVII століття і берестейського ігумена, святителя Православної Церкви — мученика Афанасія Берестейського.

## Інше
Відповідно до рішення Виконкому Берестейської обласної ради народних депутатів від 21 лютого 1994 року № 61 на території сільської ради встановлена Гершанська прикордонна зона.